# Chevrolet Trailblazer (кросовер)
Chevrolet Trailblazer ― субкомпактний кросовер, що виробляється компанією General Motors під брендом Chevrolet з 2020 року.

## Огляд

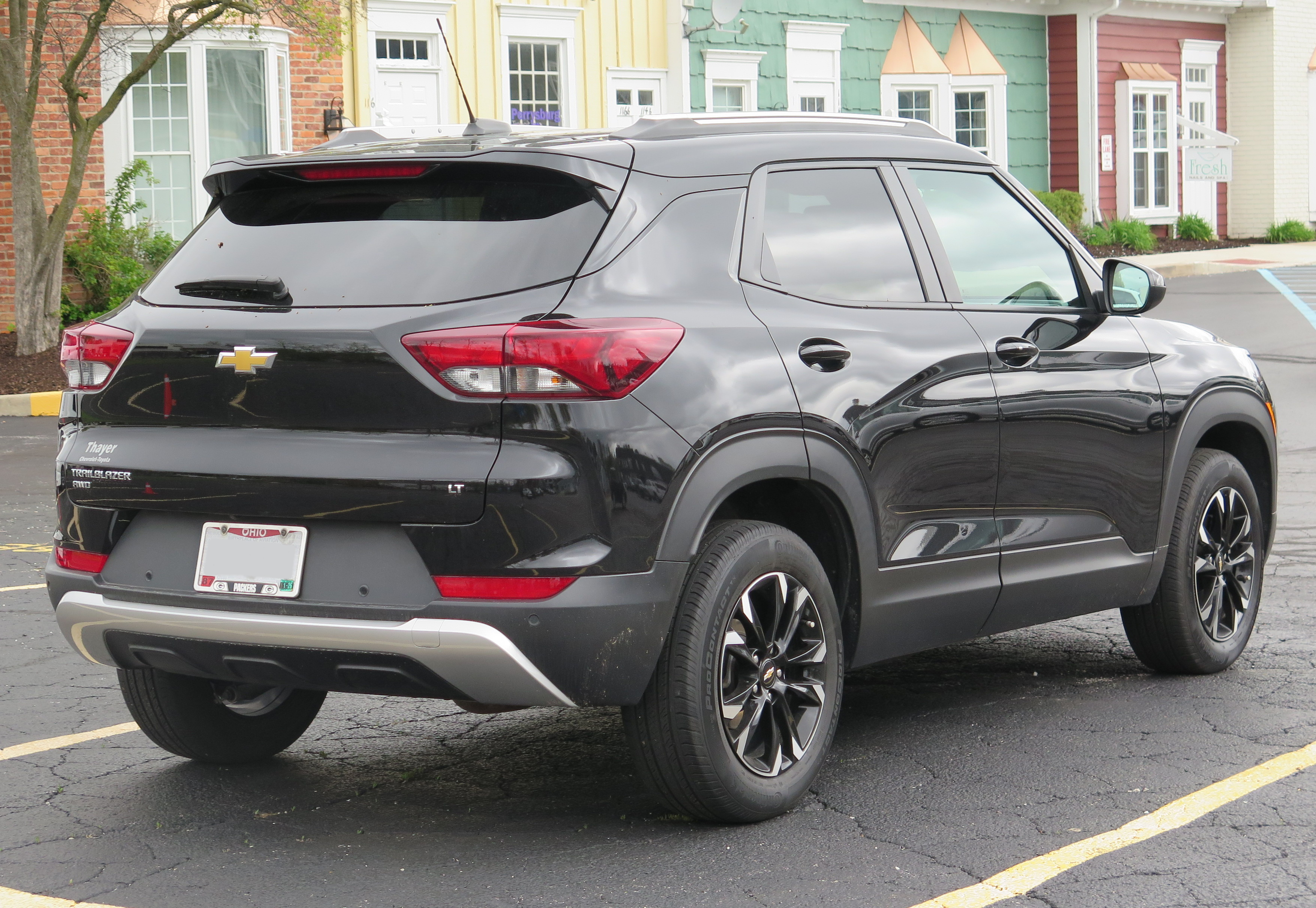

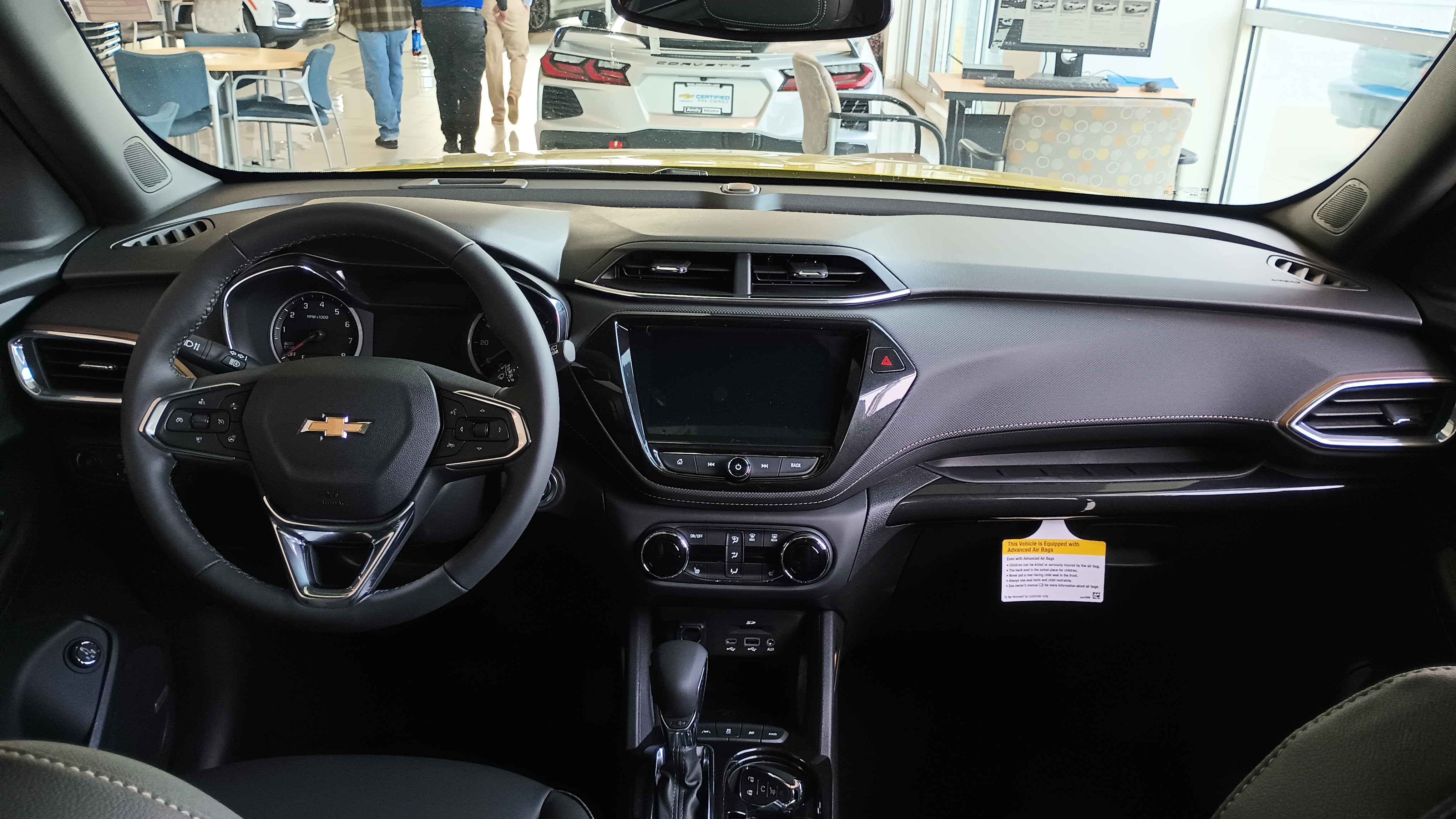

Trailblazer був представлений 16 квітня 2019 року на 18-й Шанхайській міжнародній автомобільній виставці разом з Tracker, який прийшов на зміну моделі Trax. Trailblazer орієнтований на розвинені ринки, тоді як Tracker - на ринки, що розвиваються.
Розроблений компанією GM Korea, Trailblazer збирається в Інчхоні, Південна Корея, тоді як модель для китайського ринку виробляється в Янтаї, провінція Шаньдун, Китай, компанією SAIC-GM.
У Північній Америці Trailblazer дебютував на автосалоні в Лос-Анджелесі в листопаді 2019 року, а продажі почалися на початку 2020 року як автомобіль 2021 модельного року. Доступні п'ять рівнів комплектації: L, LS, LT, Activ та RS. Останні дві стандартно оснащені подвійною вихлопною системою та топовими функціями. Моделі Activ та RS також мають дах контрастного кольору.
Він був запущений на Філіппінах у жовтні 2021 року. Імпортований з Південної Кореї, він, зокрема, повторно використав шильдик від попереднього Trailblazer на платформі GMT360, який був знятий з виробництва в тому ж році.
16 січня 2020 року Trailblazer був запущений у Південній Кореї. Модель для корейського ринку більша за розмірами, ніж Trailblazer, що продаються на інших ринках, та має довжину 4425 мм і ширину 1810 мм.
У Сполучених Штатах Trailblazer 2021 року доступний у кількох комплектаціях: L, LS, LT, ACTIV та RS. L, LS і LT - це «базові» моделі модельного ряду Trailblazer, які мають більш традиційний дизайн екстер'єру. Комплектація ACTIV відрізняється більш суворим зовнішнім виглядом, а комплектація RS - більш спортивним зовнішнім виглядом. Крім того, комплектації ACTIV та RS пропонують двоколірний варіант даху. 
Передньопривідні моделі L, LS та LT стандартно комплектуються 1,2-літровим трициліндровим бензиновим двигуном з турбонаддувом, а повнопривідні моделі LS та LT - більшим 1,3-літровим трициліндровим бензиновим двигуном з турбонаддувом. Останній також є опціональним для передньопривідної версії LT. Усі моделі RS та Activ, незалежно від трансмісії, мають 1,3-літровий двигун у стандартній комплектації. Усі моделі FWD Trailblazer у стандартній комплектації оснащені безступінчатим варіатором. Повнопривідні версії оснащуються 9-ступінчастою автоматичною коробкою передач.

### Оновлення 2024 року

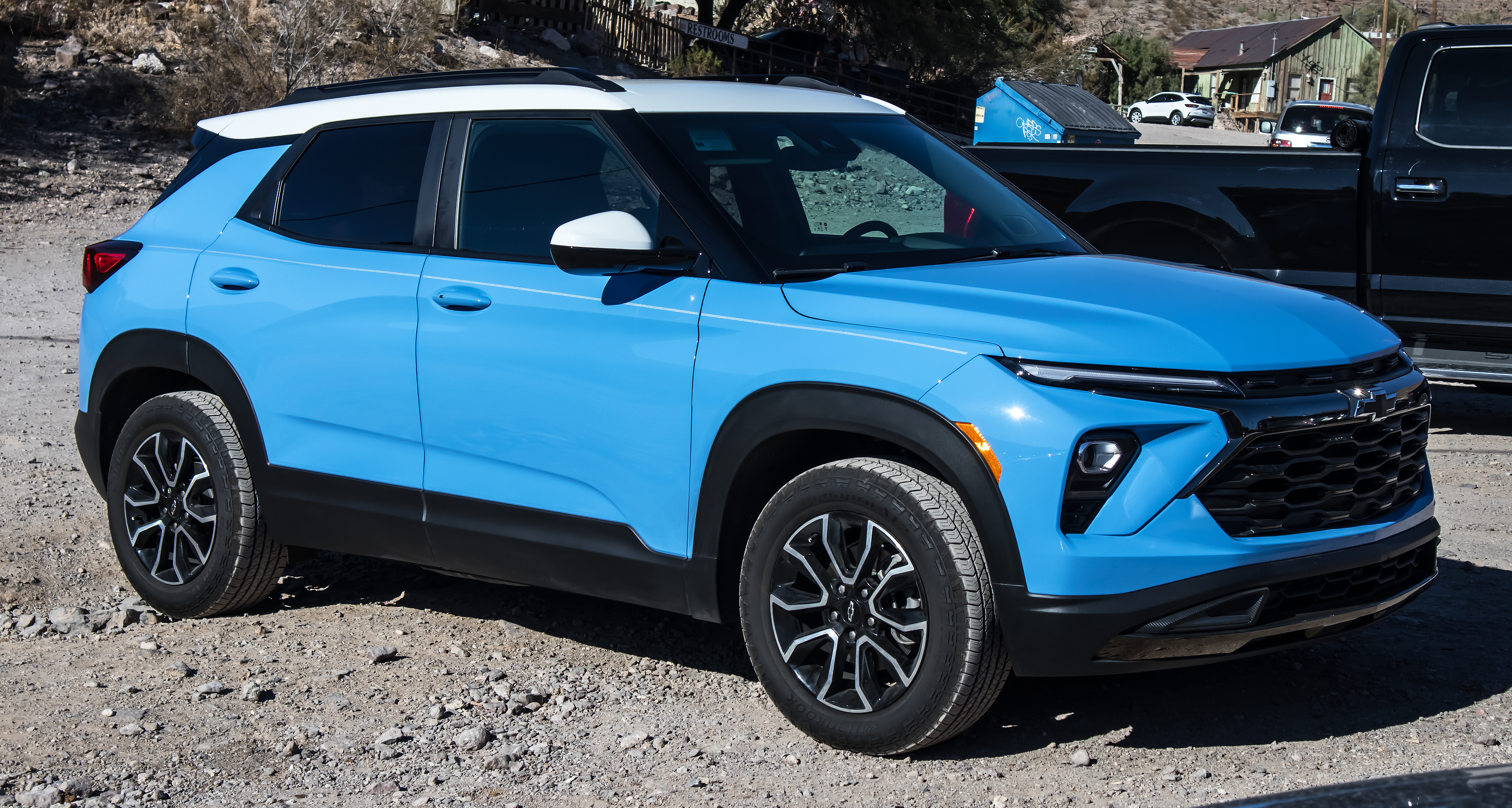
2024 Chevrolet Trailblazer

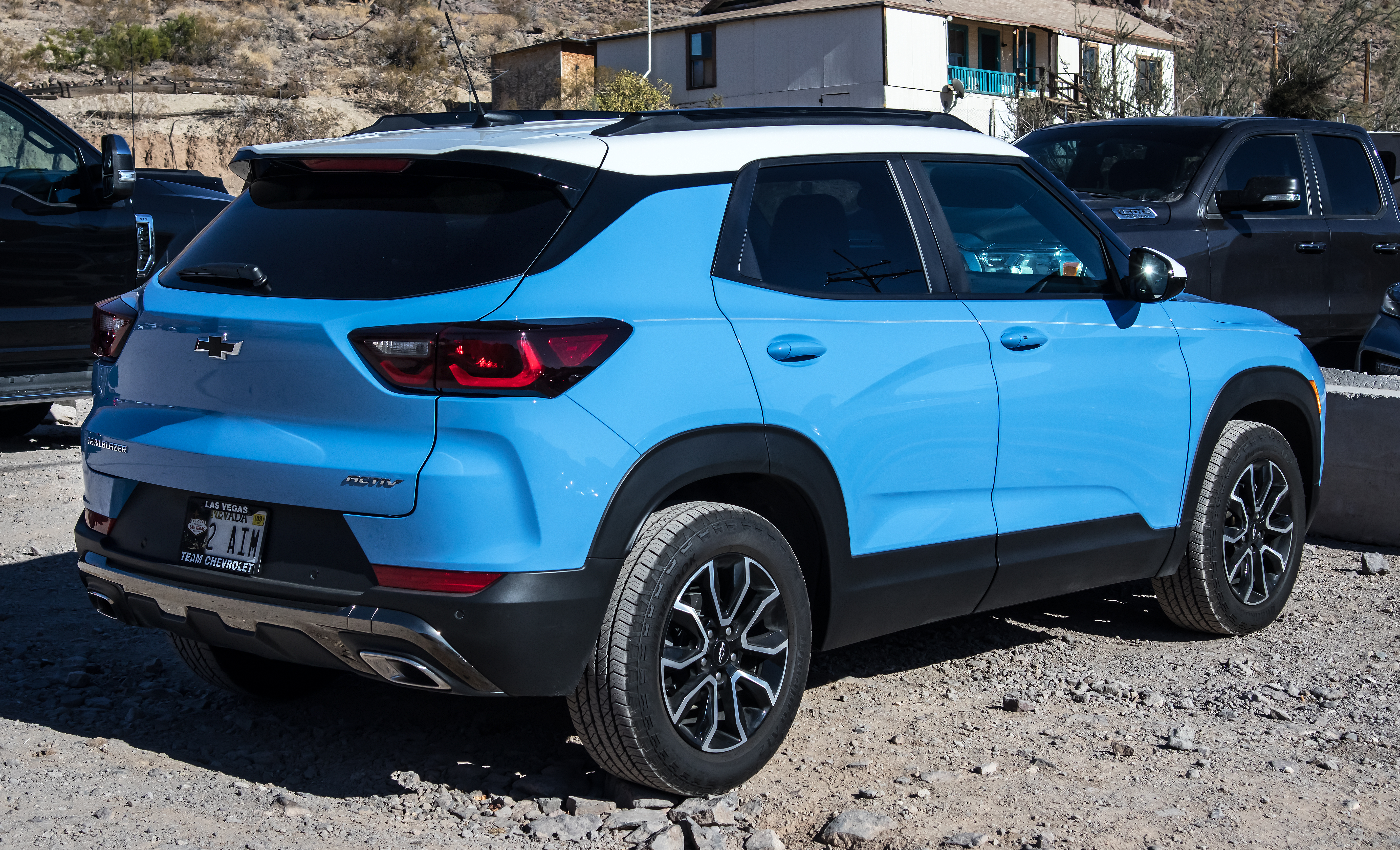

У 2024 модельному році Trailblazer отримав фейсліфтинг. 

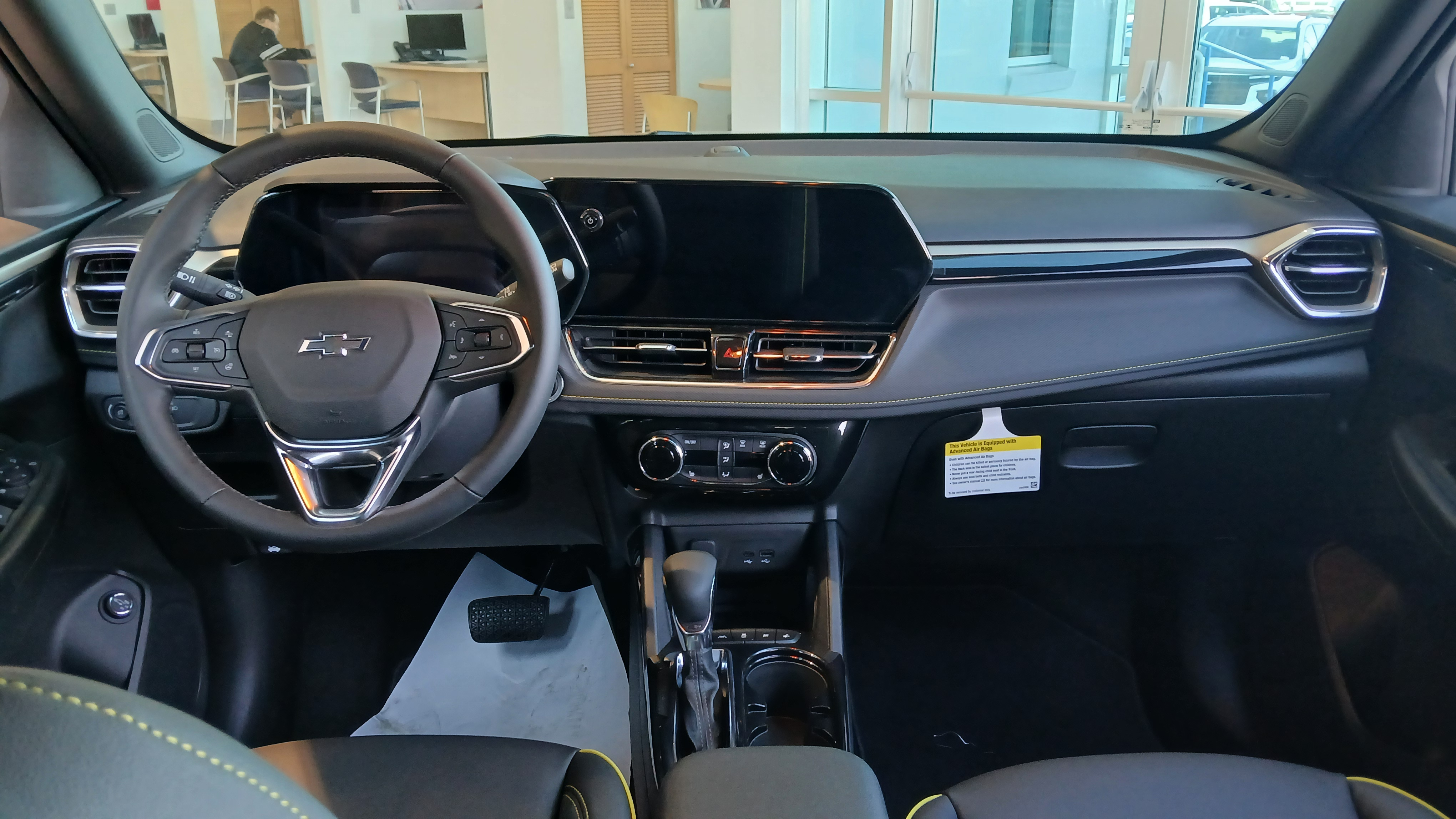

Зміни включають нову передню панель більш вигнутого дизайну, новий передній бампер, нові ходові вогні, нові світлодіодні задні ліхтарі, нові кольори екстер'єру, новий дизайн коліс, а інтер'єр отримав більший 11-дюймовий сенсорний екран інформаційно-розважальної системи (доступний з бездротовим Apple CarPlay і Android Auto) і 8,8-дюймову цифрову панель приладів.

### Безпека
Trailblazer 2021 модельного року отримав нагороду «Top Safety Pick+» від IIHS, оскільки фари Trailblazer у всіх комплектаціях отримали оцінку «Добре» та «Прийнятно», щоб претендувати на нагороду вищого рівня безпеки.